# 黄霊芝
黄 霊芝（こう れいし、1928年6月20日 - 2016年3月12日）は、主に日本語で創作活動を行った台湾の小説家、俳人、歌人、詩人、童話作家、彫刻家。
台南市東門町（現・東門路）生まれ。本名は黄天驥（こう てんき）。第二次世界大戦後、日本語の公の場での使用が禁止された台湾で、日本語による創作活動を開始。厳しい風当たりの中、日本語での創作を続けた。1970年には台北俳句会を創立し、その当初から主宰をつとめている。日本語のほかに中国語、フランス語での創作もある。
日本では「黄霊芝」名義のほか、日本統治時代の日本名である国江春菁（くにえ しゅんせい）という名義での著作も出版されている。

## 来歴
台湾の裕福な家庭で十人兄弟の末っ子として育つ。父の黄欣（こう きん）は台湾総督府の評議員もつとめる台南の有力者であり、そのため黄霊芝は例外的に日本人のための小学校・中学校に通った。17歳の時に第二次世界大戦の終結を迎える。戦後、1945年12月に母が、1947年1月に父が死去している。
1946年9月、国立台湾大学外文系に入学。結核のため翌年中退し、病院で治療を受ける。台湾では1946年10月に新聞や雑誌での日本語の使用が禁止されていたが、黄霊芝は生きた証しとして言葉による作品を残したいと考え、5カ月の入院生活ののち、発表のあてもないまま日本語で小説の執筆を開始する。このとき黄霊芝が創作の言語として日本語を選択したのは、当時の黄霊芝にとって文芸作品を執筆しうるほどに習熟した言語は日本語しかなかったからである。その後も黄霊芝は小説や詩、俳句の創作活動にいそしむ。1953年に結婚。彫刻家としての活動もしており、1962年には第2回パリ国際青年芸術展に出品した彫塑「盲女」が入選している。
1962年、短編小説「蟹」を群像新人文学賞に応募し一次選考を通過。以降、1965年まで順に「輿論」、「古稀」、「豚」で同賞の一次選考を通過している。
1969年、短編小説「蟹」を自ら中国語に翻訳し、同題で『台湾文芸』に発表。翌1970年、この中国語版「蟹」で第1回呉濁流文学賞を受賞した。翌1971年の9月から10月にかけて、日本の地方紙『岡山日報』に日本語版「蟹」が連載されている。同紙にはその後も1973年までに、黄霊芝の小説「紫陽花」、「豚」、「喫茶店『青い鳥』」、「竜宮翁戎貝」、「法」、「「金」の家」、「古稀」、「床屋」および短歌が掲載された。また黄霊芝は1971年より、私家版『黄霊芝作品集』の刊行を続けている。
1970年6月には台北で第3回アジア作家会議が開催されている。その際に俳人の東早苗（あずま さなえ）に勧められたこともあり、同年、台北俳句会を結成、主宰となる。同会の『台北俳句集』は1971年から2012年までに38集が刊行されている。同じころ、孤蓬万里（こほうばんり）が1968年に創立した台北歌壇（現・台湾歌壇）の同人にもなっている。1976年には日本の雑誌『えとのす』の編集部に参加し、評論など多くの記事を執筆した。
2003年、日本の俳誌『燕巣（えんそう）』に連載していた「台湾歳時記」を加筆訂正した『台湾俳句歳時記』が日本で出版され、黄霊芝はこの著作により2004年、第3回正岡子規国際俳句賞を受賞した。黄霊芝は授賞式の出席のために来日したが、これが黄霊芝にとって初の来日だった。2006年、長年にわたる俳句会の活動が評価され、旭日小綬章を受章した。
2016年3月12日、台北で死去。87歳没。

## 受賞歴
台湾
- 1970年 - 第1回呉濁流文学賞（中国語版） （中国語版の短編小説「蟹」）
- 2006年 - 台湾・真理大学主催 台湾文学家オックスフォード賞

日本
- 2004年 - 第3回正岡子規国際俳句賞 （『台湾俳句歳時記』）
- 2006年 - 旭日小綬章

## 日本での出版物
日本で出版された著作および、日本の雑誌に掲載された作品。

### 小説
- 『宋王之印（そうおうのいん）』（国江春菁著、岡崎郁子編、慶友社、2002年2月） ※「国江春菁（くにえ しゅんせい）」は黄霊芝の日本統治時代の日本名
  - 毛虫
  - 宋王之印
  - 古稀
  - 癌
  - 紫陽花
  - ふうちゃん
  - 夢
  - 豚
  - 天中殺
  - 竜宮翁戎貝
  - 「金」の家
  - 蟹
  - におい
  - 輿論
  - 董さん
- 『黄霊芝小説選 戦後台湾の日本語文学』（黄霊芝著、下岡友加編、溪水社、2012年6月）
  - 古稀
  - 「金」の家
  - 紫陽花
  - 天中殺
  - 豚
  - 仙桃の花
  - 輿論
  - 蟇の恋（短歌小説）
  - 董さん
  - 蟹
  - 違うんだよ、君―私の日文文芸―（評論）（書き下ろし）

### 俳句
- 『台湾俳句歳時記』（黄霊芝著、言叢社、2003年4月）
  - 台湾の季節感に基づく「台湾季語」の解説と例句を収録。黄霊芝はこの著作により2004年、第3回正岡子規国際俳句賞を受賞。

### 雑誌掲載・選集収録
- 小説
  - 蛇 （『えとのす』16号、1981年5月）（『燕巣』1997年9月号）
  - 台湾玉賈伝 （『東洋思想』19号 - 24号、1998年 - 1999年）
  - 宋王之印 （『東洋思想』25号 - 29号、2000年）
- 短歌
  - 『台湾万葉集（中国語版）後編』（孤蓬万里[こほうばんり]編、集英社、1995年1月）に35首が収録されている（ほかに俳句も12句収録されている）
- 詩
  - 沼 - 『華麗島詩集 中華民国現代詩選』（若樹書房、1970年）に収録

## 主な著作（台湾）

### 単著
- 黄霊芝作品集 既刊21巻（私家版、1971年 - 2008年）
- 黄霊芝小説選集 （私家版、1986年）

### 編著
- 台北俳句集 既刊38集（1971年 - 2012年）